# Chiesa cimiteriale di Santa Maria Addolorata
La chiesa di Santa Maria Addolorata, detta anche chiesa di Santa Maria dei Sette Dolori, è stata la chiesa curata filiale di Sporminore, nella pieve di Spormaggiore, appartenente all'arcidiocesi di Trento. La chiesa fu abbandonata nel 1879, anno di consacrazione della nuova chiesa parrocchiale, la chiesa dell'Addolorata.

## Storia

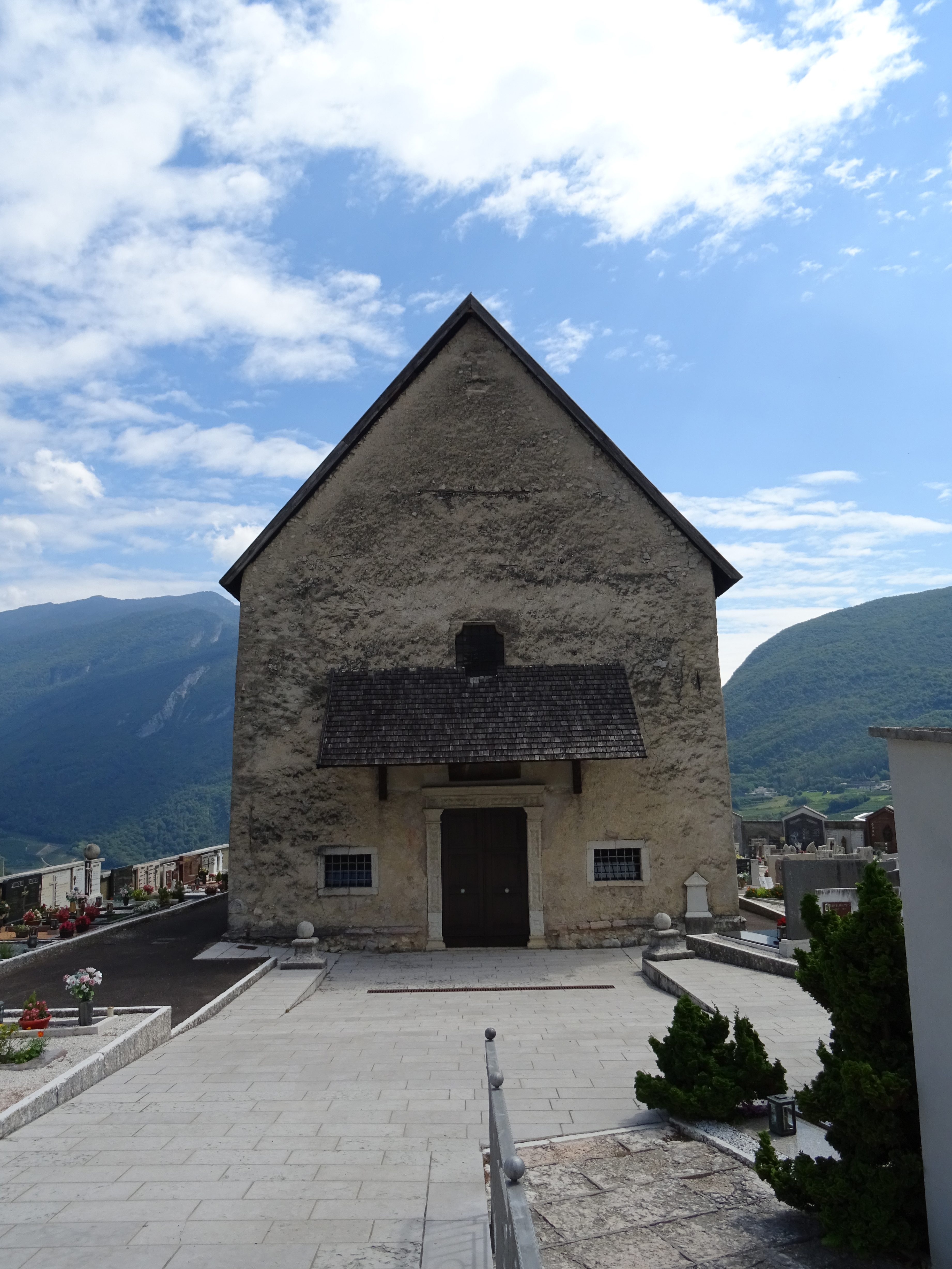
Facciata

Si ritiene che la chiesa sia stata edificata in stile romanico tra il XII e il XIII secolo, ma la prima menzione documentaria risale al 21 gennaio 1468, quando Papa Paolo II concesse un’indulgenza per cinque anni ai fedeli che avessero visitato la cappella nei giorni dell'Assunzione di Maria e dell'Annunciazione e avessero contribuito al suo restauro e all'acquisto di arredi sacri. 
Della ristrutturazione quattrocentesca ci restano soltanto alcuni elementi lapidei nella zona del presbiterio.
Grazie agli Atti visitali del 1579 sappiamo che la cappella aveva tre altari: quello maggiore dedicato all’Addolorata, i due laterali a sant'Anna e a sant'Antonio abate.
Nel 1605, il primissario don Michele Dalpiaz da Terres, visto l'aumento della popolazione del paese, incaricò il maestro muratore Bartolomeo Comandella, proveniente dalla Val Camonica, di riedificare la chiesa, realizzata di dimensioni maggiori e in stile gotico clesiano. La famiglia Spaur Valer fu tra i principali finanziatori dell’impresa, come si evince dallo stemma dipinto sulle chiavi della volta. La data del 1605 è presente sull’architrave delle finestre in facciata. Lungo il fianco destro si trovavano il campanile e la sacrestia, che vennero poi demoliti.
La chiesa fu consacrata il 27 ottobre 1616 da Pietro Belli, vescovo suffraganeo di Trento durante il vescovato di Carlo Gaudenzio Madruzzo. Furono consegnate le reliquie di san Romedio, san Simpliciano, san Luca evangelista e santa Giuliana.
Gli Atti visitali del 1708 segnalarono che l’edificio aveva subito grossi danni e aveva dovuto provvedere a ingenti spese a causa della guerra dell’anno precedente.
L'iscrizione al centro dell'arco santo, che riporta l'anno 1821, segnala l'intervento di imbiancatura di quell'anno, in seguito allo scialbo degli affreschi della volta.
Il primo campanile, in parte già crollato insieme alla sacrestia, venne abbattuto tra il 1848 e il 1849, nello stesso anno fu restaurato il tetto della chiesa.
Nel 1849 fu quindi eretta dai maestri muratori Piazzi di Mezzolombardo e Aliprandi di Lavis una nuova torre campanaria isolata, davanti alla facciata, sulla sinistra, visibile su alcune foto storiche. 
Un nuovo intervento di imbiancatura dell’interno avvenne nel 1862.
Nel 1879, con la consacrazione della nuova chiesa dell'Addolorata, il vecchio edificio sacro venne chiuso al culto e abbandonato.
Nel corso della prima guerra mondiale la chiesa venne scelta per l’accasermamento dei militari e subì per questo gravi danni, in particolare al tetto "ridotto in condizioni criticissime", segnalati dall'ingegnere Antonino Rusconi.
Nel 1938 fu abbattutto anche il campanile. Il materiale rimasto servì per eseguire il nuovo muro di cinta del cimitero. Il sovrintende di Trento Nicolò Rasmo nel 1963 chiese al parroco la sistemazione della chiesa in pessime condizioni e spogliata di molti arredi, così, con il passaggio di proprietà dell’immobile al comune di Sporminore, nel 1973 si preventivarono i necessari lavori di consolidamento delle pareti e delle volte e di completo rifacimento del tetto, che si conclusero nel 1978, grazie al contributo di 5 milioni di lire della Provincia autonoma di Trento.
Negli anni '80 fu sostituita la porta con una nuova di fattura uguale all’originale, riutilizzando i vecchi cardini e la ferramenta. Nel 1987 fu approvato un generale intervento di restauro dell’edificio, su progetto dell’architetto Fabio Bartolini, che interessò sia l’esterno (ad esempio gli affreschi in facciata) che l’interno.

## Descrizione
Orientata verso est, la vecchia chiesa di Sporminore sorge al limite orientale del paese, circondata dal cimitero. 

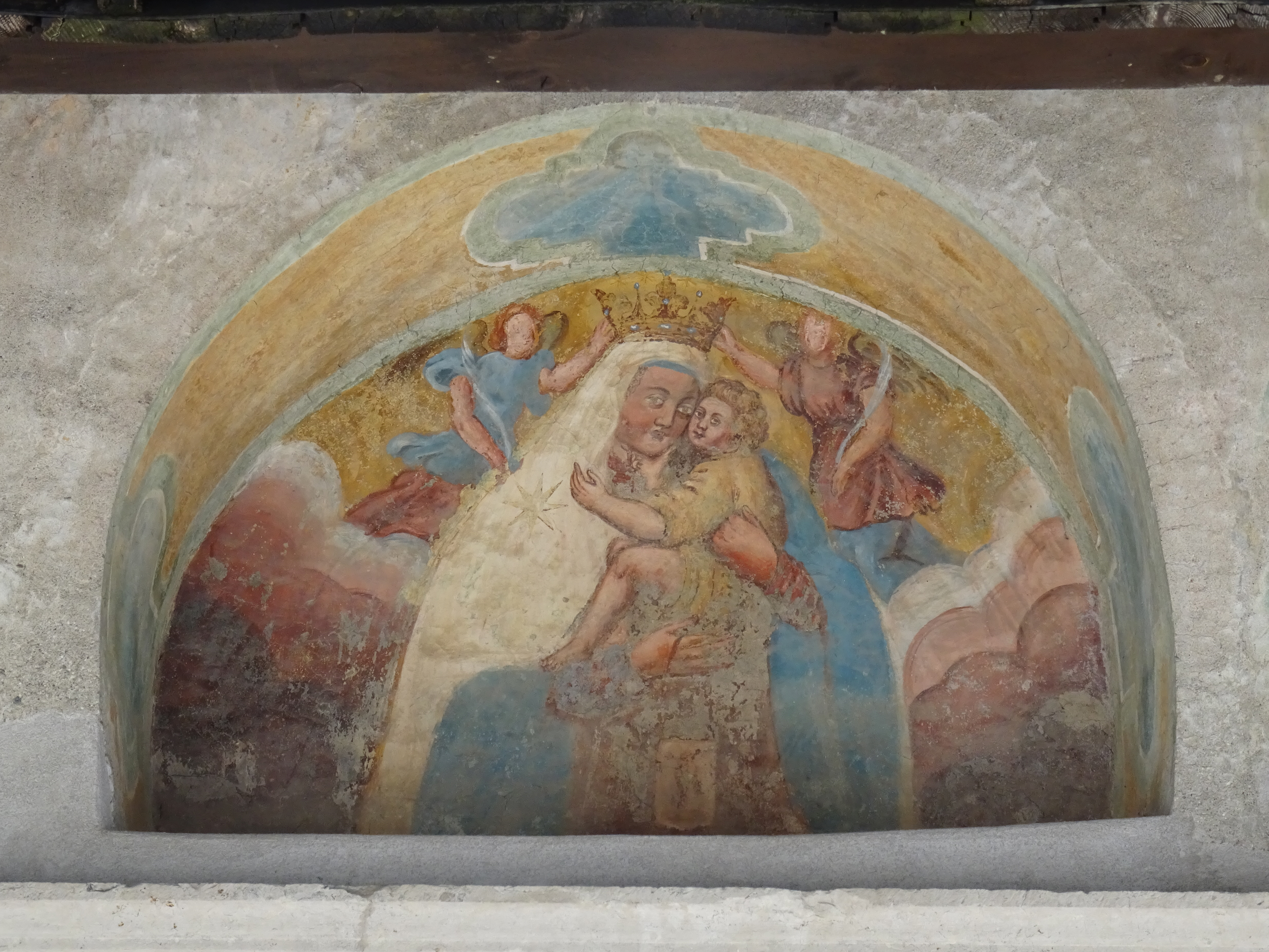
Affresco nella lunetta del portale

### Esterni
La semplice facciata a capanna, ossia dotata di due spioventi, presenta un portale centrale rinascimentale in pietra bianca architravato, sormontato da lunetta e protetto da un tettuccio ligneo. Nella lunetta fu affrescata, da un artista ignoto del XVII secolo, la Beata Vergine del Carmelo con Bambino e angeli, ancora oggi visibile grazie al recente restauro. Sotto il tettuccio vi erano decorazioni affrescate, ora molto deteriorate, raffiguranti due angeli reggenti degli scudi (forse con gli stemmi Spaur e Valer) con la sinistra e due gonfaloni bianchi crociati di rosso con la destra. Sono presenti poi tre finestre: due rettangolari ai lati dell’ingresso e una sommitale con gli angoli smussati, protette da inferriate. La fiancata destra presenta una fascia irregolare, segno dell’antica presenza della torre campanaria ed è situato un ingresso laterale.

### Interni
All’interno la navata unica è divisa in tre campate ripartite da nervature poggianti su peducci lapidei di sostegno. Addossati ai lati dell'arco santo a tutto sesto vi erano i due altari laterali, dei quali ora rimane soltanto la mensa in pietra. Infine il presbiterio, elevato di un gradino e coperto da volta a ombrello, come l’abside. Qui è tuttora conservata la struttura dell’altare maggiore seicentesco. L'altare maggiore è stato privato delle colonne, delle volute laterali e delle statue dei santi Pietro e Paolo. Dall'abside, di forma poligonale, si apre un oculo basso.

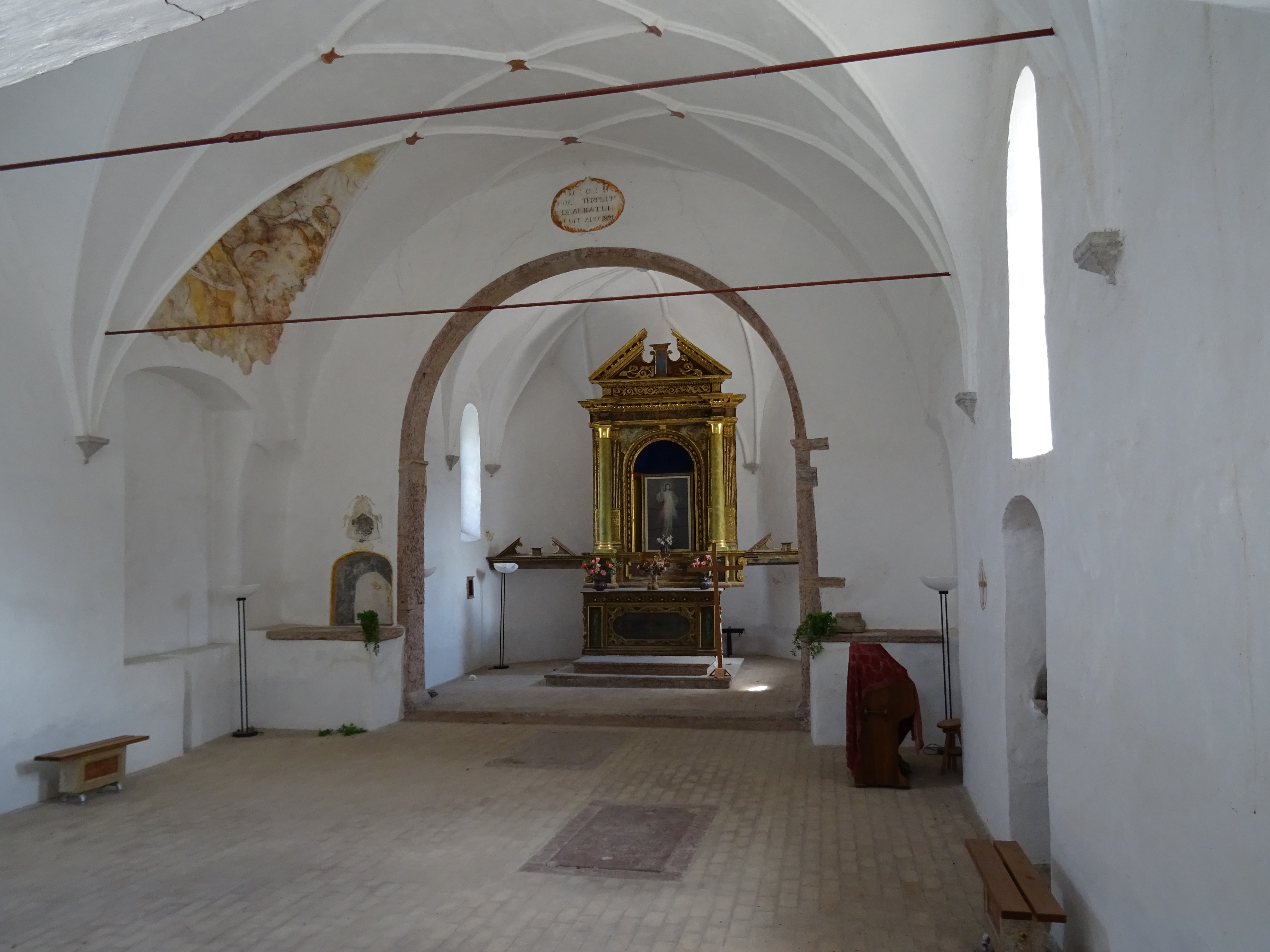
Gli interni

Nel pavimento dell'aula sono inserite due lapidi settecentesche: una, in pietra rosa, posta al centro della navata, con bassorilievo raffigurante un calice con ostia, utilizzata per la sepoltura dei curati della chiesa e l'altra, in marmo rosso, fatta eseguire dal conte Guidobaldo Spaur, per ricordare la madre Maddalena Caterina Thun, morta nel 1709 e Giovanni Battista Spaur, suo fratello. Sulla seconda lapide sono incisi gli stemmi delle due famiglie.
L'altare laterale a sinistra dopo la consacrazione del 1616 era dedicato alla Vergine del Santissimo Rosario e, a partire dal 1639, ornato da un dipinto (cm 177 x 116) raffigurante la Madonna del Rosario con i Santi Domenico e Caterina, di Andrea Piazza, ora in municipio. La vittoria di Lepanto (1571) fu attribuita all'intervento della Madonna del Rosario, così si moltiplicarono alla fine del XVI secolo e all'inizio del Settecento la devozione e la rappresentazione della Madonna, come nella pala della chiesetta circondata dai medaglioni dei quindici misteri e da rose, in atto di dare il rosario ai due santi.
L'altare laterale destro era invece dedicato ai santi Antonio abate, Carlo Borromeo e Francesca Romana, con una pala seicentesca, commissionata dai conti Spaur, raffigurante Madonna con Bambino, sant'Anna e i santi Antonio abate, Romedio, Carlo Borromeo e Francesca Romana, ora appeso nel presbiterio della nuova chiesa dell'Addolorata.
Le zone del presbiterio e della navata presentano alcune porzioni superstiti di un ciclo di affreschi ormai perduto. Sulla volta della navata è possibile vedere un gruppo di nubi e angeli, dipinti in colori terrosi nel XVII secolo, dove un angelo regge un nastro con l'iscrizione "REGINA COELI ORA P NOBIS" e in cima all'affresco una corona dorata. A contatto con l'arco santo è presente poi un affresco cinquecentesco, raffigurante un baldacchino dipinto a guisa di manto, anch'esso in colori terrosi.